# Instituții politice ale Romei Antice
Aceasta este o listă temporară de articole privind instituții politice ale Romei antice.

### Conducători ai Romei
- Listă de consuli romani imperiali timpurii
- Listă de consuli romani imperiali târzii
- Listă de consuli romani republicani
- Listă de regi romani
- Împărați romani
- Listă de cenzori romani
- Listă de princeps senatus

### Corpuri politice
- Adunări romane
- Senat roman
- Curia romană
- For roman

### Facțiuni socio/politice
- Optimates
- Populares
- Nobiles
- Patricienii
- Equites
- Plebeii
- Proletarii

### Oficii publice
- edil
- cenzor
- consul
- dictator
- Magistrați extraordinari și ordinari
- legatus
- pretor
  - praetor peregrinus
- princeps senatus
- promagistrat
- conducători provinciali
  - Listă de guvernatori romani ai Britaniei
- chestor
- tribun

### Divers
- cursus honorum
- decemviri - vigintisexviri
- pontifex maximus
- imperator
- imperium
- lictor
- Lege romană
  - Listă de legi romane
- Stâncă tarpeiană
- Triumvirate
  - Primul Triumvirat
  - Al doilea Triumvirat